# Lingue circasse
Le lingue circasse sono una suddivisione della famiglia linguistica caucasica nordoccidentale. Esistono due lingue circasse, definite dai loro standard letterari, l'adighè (Адыгабзэ; noto anche come circasso occidentale), con mezzo milione di parlanti, e il cabardo (Kъэбэрдейбзэ; noto anche come circasso orientale), con un milione. I primi documenti scritti esistenti delle lingue circasse sono in caratteri arabi, registrati dal viaggiatore turco Evliya Çelebi nel XVII secolo.
Nonostante le due lingue siano mutualmente intelligibili, c'è un forte consenso tra la comunità linguistica sul fatto che adighè e cabardo siano lingue tipologicamente distinte. Tuttavia, i termini locali per queste lingue si riferiscono a loro come dialetti. I circassi si autodefiniscono адыгэ (adighè) nella loro lingua madre. Nella parte sud-occidentale della Russia europea, c'è anche un soggetto federale chiamato Adighezia (in russo: Адыгея, Adygeya), che prende il nome dall'endonimo circasso. Nella lingua russa, la suddivisione circassa è trattata come una singola lingua e chiamata адыгский (adygskiy, che significa "la lingua adighè"), mentre esiste anche un termine più specifico, адыгейский (adygeyskiy, che significa "la lingua di coloro che vivono nell'Adighezia").
Inoltre, il termine "lingua circassa" è talvolta usato in diverse altre lingue come sinonimo per le lingue caucasiche nordoccidentali in generale o per la lingua adighè in particolare.